# Pattuvam
Pattuvam è un villaggio nel distretto di Kannur, nello stato del Kerala, in India.